# Ill (Alsàcia)
L'Ill (i majúscula, ela, ela) és un riu d'Alsàcia afluent del Rin. Neix en la serralada del Jura i segueix de sud a nord per la plana d'Alsàcia fins passat Estrasburg. L'Ill ha donat nom a Alsàcia: el nom germànic Elsass significa «País de l'Ill».
El curs del riu té una allargada de 223 km.
Neix a Winkel i en el seu recorregut passa successivament per ciutats com Altkirch, Mulhausen, Colmar i Sélestat. A Estrasburg el seu règim és regulat per un sistema de canals i rescloses, passant pel centre històric de la ciutat, per sota de 20 ponts, inclòs el famós barri de Petite-France.
A Mulhausen, l'Ill es dividia originalment en dos braços que formaven una petita illa sobre la qual, segons la llegenda, s'hauria implantat el molí d'aigua que va originar la ciutat. El nom de Mulhausen prové de l'alemany amb el sentit de «cases del molí». A l'Edat Mitjana el curs va ser desviat per servir de fossats a les muralles, i avui els canals existents estan recoberts.
La ciutat Illkirch, a la Comunitat Urbana d'Estrasburg, pren el nom d'aquest riu que la travessa.

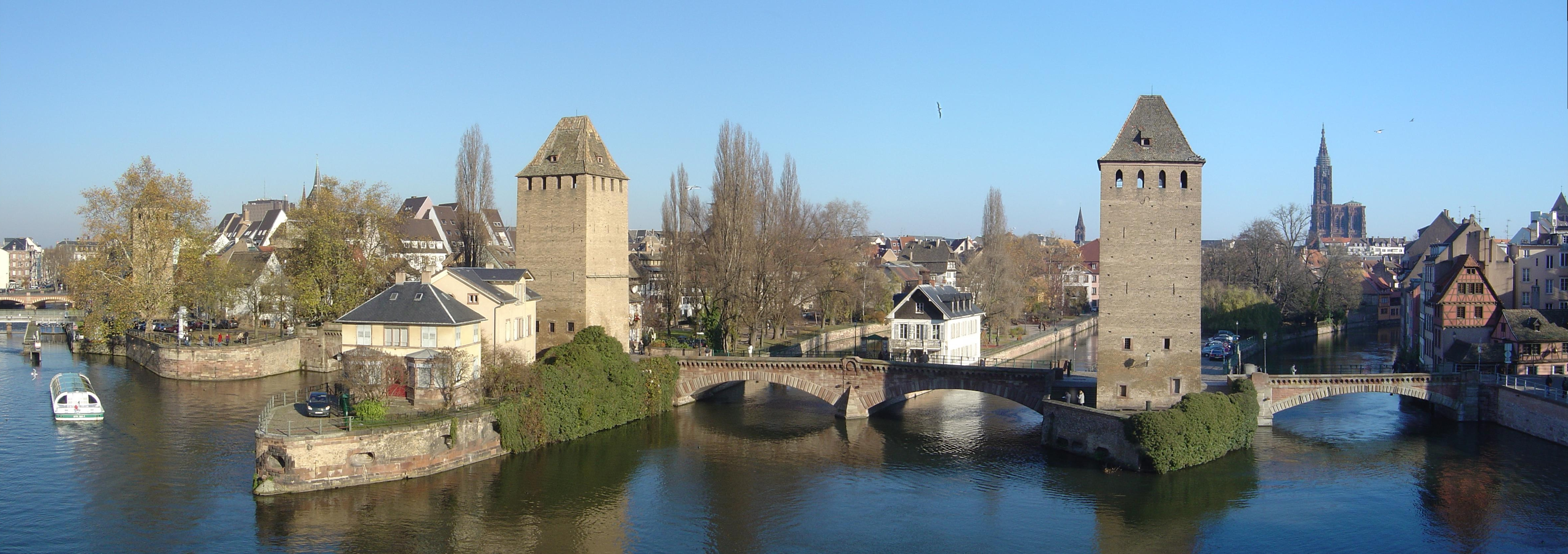
Resclosa i fortificacions Vauban a l'entrada del centre històric d'Estrasburg